# مقبول أمين الرفاعي
مقبول أمين محمد الرفاعي سياسي ورياضي وصحفي يمني من مواليد تعز – مديرية شرعب السلام عام 1964م ماجستير من كلية الآداب والدراسات الإسلامية من جامعة البنجاب في باكستان عام 1994 مقيم في المملكة العربية السعودية - الرياض - كاتب في العديد من الصحف اليمنية والسعودية.

## الخبرات والمهام
- مسؤول الأنشطة الشبابية والرياضية في الجالية اليمنية بالرياض 1993 – 2017
- أمين عام الجالية اليمنية المنتخبة بالرياض والتي عمدت من السفارة حينها ومن وزارة المغتربين 2004 – 2017[5]
- الأمين العام للجاليات اليمنية حول العالم بانتخابات جرت في صنعاء بحضور ممثلين عن 20 دولة 2012 – 2017
- أمين عام الاتحاد الرياضي للجاليات العربية والآسيوية والأفريقية 2002 - 2011
- رئيس الاتحاد الرياضي للجاليات العربية والآسيوية والأفريقية	2011 – 2017
- المساهمة الفاعلة في إحصاء المحتاجين والمرضى من المغتربين اليمنيين ومساعدتهم حسب المتاح 1998 - 2003
- المساهمة في حل كثير من قضايا اليمنيين سواء الاجتماعية أو الصحية أو غيرها 1996 – 2017
- عضو اللجنة المشكلة من 10 شخصيات اجتماعية في المملكة للمشاركة في اللجنة الشعبية لمناصرة الشعب الكويتي والتي كان يرأسها الملك سلمان بن عبد العزيز أثناء الغزو العراقي للكويت 1990 - 1991
- ملحق شؤون المغتربين بالسفارة اليمنية بالرياض أواخر 2013 – 2017[6]

## الدورات
- دبلوم مساعد في البرمجة اللغوية العصبية
- دورة القيادة وتحديات القرن الحادي والعشرين
- دورة في اللغة الإنجليزية
- دورة في التخطيط الاستراتيجي
- دورة الاتصال الفعال
- دورة مهارات التعليم
- دورة 80 ساعة في التغلب على الصعاب والليجا الروحية واستيعاب ضغط الجمهور عام 2008 بالقاهرة
- 15 دورة في الإدارة وبناء الذات والتنمية البشرية